# Kathryn Beaumont
Kathryn Beaumont, född 27 juni 1938 i London, är en brittisk före detta barnskådespelare och senare lärare. När hon var barn flyttade hon till USA för att vara med i filmproduktioner av MGM. Hon är mest känd för att ha spelat rollen som Alice i Disneys Alice i Underlandet och Lena i Peter Pan. Hon har också medverkat i filmer som På en ö med dej, It Happened One Sunday och Den stängda trädgården. Senare slutade hon att skådespela och blev lärare fram till pensioneringen 1997.